# 平南県
平南県（へいなん-けん）は中華人民共和国広西チワン族自治区貴港市に位置する県。

## 行政区画
- 街道:平南街道、上渡街道
- 鎮:平山鎮、寺面鎮、六陳鎮、大新鎮、大安鎮、大坡鎮、大洲鎮、武林鎮、鎮隆鎮、安懐鎮、丹竹鎮、官成鎮、思旺鎮、大鵬鎮、同和鎮、東華鎮
- 郷:思界郷
- 民族郷:国安ヤオ族郷、馬練ヤオ族郷